# AKUMAで少女
『AKUMAで少女』（あくまでしょうじょ）は、わかつきひかるによる日本のライトノベル。イラストは高階@聖人が担当。HJ文庫（ホビージャパン）より2007年8月から2008年8月まで刊行された。
本編は第4巻で一旦完結しているが、ホビージャパン刊『キャラの!』誌上において後日談的短編「AKUMAでメイド」を2話（前・後編）掲載。その後、2009年2月より本作と同じ桜井坂高校を舞台とする新シリーズ「放課後の世界征服」が刊行されている。

## ストーリー
自分の容姿に絶対の自信を持っている美少女・如月ゆり絵は偶然、深夜に手鏡とドレッサーで合わせ鏡をしてしまったことにより魔界からテディベアの姿をした悪魔──デビルベアを召喚してしまう。
魔界へ帰れなくなってしまったデビルベアはゆり絵の願いを叶えることを条件に、魔界への入り口が開く1週間後に再び合わせ鏡をしてもらうことを約束させ、ゆり絵の3つの願い─「健康な身体」「隣家に住む幼馴染みの滝沢僚と仲良くなりたい」「僚に裸を見られて、カラダをいっぱい触られたい」─を聞き入れる。
そしてデビルベアが呪文を詠唱し終えると、ゆり絵と僚の肉体と精神が入れ替わってしまっていた。

## 登場人物
如月 ゆり絵（きさらぎ ゆりえ）
「天使の容姿、悪魔の性格」と周囲に評されるツンデレ美少女。生まれつき心臓の弁に小さな穴が開いている疾患を抱えており、心臓に負担をかけ過ぎると発作に見舞われる。病気自体は治療可能で、手術をすればまず間違いなく周囲と同じ健康体になれるといわれているが、身体に手術痕がついてしまうことへの抵抗と、ごく僅かとはいえ失敗して死ぬ可能性があるという恐れから手術を受けないでいる。
隣家に住む幼馴染みの僚に片想いしているが、感情を素直に出せず、ついきつく当たりがちな性格のためにやや敬遠されている。そのため、デビルベアを脅して3つの願いを叶えさせようとした結果、僚の肉体と交換されてしまう。
滝沢 僚（たきざわ りょう）
ゆり絵の隣家に住む幼馴染み。ゆり絵とは対照的に内気な性格で、昔は仲良しだったが最近はツンツンしっぱなしなこともありやや疎遠になっている。デビルベアがゆり絵の願いを叶えた結果、ゆり絵と肉体を交換されることになる。
デビルベア
テディベアの姿をした悪魔。大阪弁を喋る。ゆり絵が偶然合わせ鏡をしてしまったことから彼女に遭遇してしまい、半ば脅される形で願いを叶えることに。曰く、ゆり絵と僚の肉体を交換すれば呪文1つでゆり絵が望む願い全てを叶えられると踏んだらしい。
テディベアは仮の姿であり、第4巻と後述する漫画版の最終話では一時的に本来の姿に戻っている。
藤宮 沙希（ふじみや さき）
ゆり絵の同級生で、桜井坂高校のアイドル的存在。男子生徒からの人気も高いが本人は百合志向で、人が変わったように内気な性格になったゆり絵（僚）に惚れ込み、相思相愛の仲になろうと迫る。
岡下 留香（おかした るか）
ゆり絵たちの先輩に当たるボーイッシュな少女。後輩たちから「オスカル様」と呼ばれ絶大な人気を誇っている。沙希と一度は破局したものの復縁し、2人揃うと宝塚歌劇さながらに歌い始め別世界へと旅立ってしまう。
花村 勇作（はなむら ゆうさく）
イタリアからの帰国子女。イケメンでサッカーが得意なことから転校して早々に女生徒の人気を独り占めするものの、誰彼構わず口説こうとする軽いところがある。
古泉 麻子（こいずみ あさこ）
養護教諭。自分のルックスに自信が無く、かつて結婚詐欺に遭ったのもそれが原因だと考えている。超常現象の研究が趣味で、デビルベアを拉致して自分をモテるようにして欲しいと脅すのだが……。

## 既刊一覧
- わかつきひかる（著） / 高階@聖人（イラスト）、ホビージャパン〈HJ文庫〉、全4巻
  1. 『AKUMAで少女』2007年8月1日初版発行（同日発売[2]）、ISBN 978-4-89425-591-3
  2. 『AKUMAで少女 嵐を呼ぶ転校生』2007年12月1日初版発行（同日発売[2]）、ISBN 978-4-89425-633-0
  3. 『AKUMAで少女 憑かれてぽよん』2008年4月1日初版発行（同日発売[2]）、ISBN 978-4-89425-687-3
  4. 『AKUMAで少女 悪魔の国のお姫様』2008年8月1日初版発行（同日発売[2]）、ISBN 978-4-89425-743-6

## 漫画化作品
『キャラの!』2008年5月号から2009年3月号まで漫画化作品が連載された。連載は雑誌休刊により中断されたものの、2009年に最終話の描き下ろしを加えて単行本が発売された。
- わかつきひかる（原作） / 高階@聖人（キャラクター原案） / 蒼月しのぶ（作画） 『AKUMAで少女』 ホビージャパン〈HJコミックス〉、2009年4月25日発売、ISBN 978-4-89425-859-4